# Nephrotoma punctum
Nephrotoma punctum is een tweevleugelige uit de familie langpootmuggen (Tipulidae). De soort komt voor in het Nearctisch gebied.